# Hymenogyne glabra
Hymenogyne glabra är en isörtsväxtart som först beskrevs av William Aiton, och fick sitt nu gällande namn av Adrian Hardy Haworth. Hymenogyne glabra ingår i släktet Hymenogyne och familjen isörtsväxter. Inga underarter finns listade i Catalogue of Life.